# Степанов, Павел Евгеньевич
Па́вел Евге́ньевич Степа́нов (род. 4 октября 1974, Ленинград) — российский футболист, игрок в мини-футбол; тренер. Серебряный призёр чемпионата Европы по мини-футболу 2005 в составе сборной России.

## Биография
Воспитанник СДЮШОР «Зенит». В 1993—1999 годах играл за петербургские мини-футбольные клубы «Галакс» и «Зенит», а после распада последнего перешёл в «Норильский никель». В составе норильчан стал чемпионом России 2002 года. В 2003 году перешёл в московский клуб «Динамо». В его составе добавил себе ещё шесть титулов чемпиона России к уже имеющемуся, стал пятикратным обладателем кубка России и победителем Кубка УЕФА по мини-футболу 2006/07.
Летом 2010 года перешёл в московский ЦСКА. А годом позже вновь сменил клуб, оказавшись в «Дине».
Вместе со сборной России становился призёром двух чемпионатов Европы и полуфиналистом чемпионата мира 2008 года.

## Достижения
- Чемпион России (8): 2002, 2003, 2004, 2005, 2006, 2007, 2008, 2014
- Обладатель Кубка России (5): 2003, 2004, 2008, 2009, 2010
- Обладатель Кубка УЕФА: 2006/07
- Серебряный призёр чемпионата Европы: 2005
- Бронзовый призёр чемпионата Европы: 2007
- Полуфиналист чемпионата мира: 2008

Личные:
- Лучший вратарь чемпионата России (2): 2006, 2007